# Liphanthus unifasciatus
Liphanthus unifasciatus är en biart som beskrevs av Ruz och Toro 1983. Liphanthus unifasciatus ingår i släktet Liphanthus och familjen grävbin. Inga underarter finns listade i Catalogue of Life.